# ATP Tour 2021
ATP Tour 2021 er den 32. sæson af ATP Tour, den professionelle tour for mandlige tennisspillere, siden etableringen i 1990. Touren består af 65 turneringer fordelt i tre kategorier, samt landsholdsturneringen ATP Cup og de to sæsonafsluttende turneringer, Next Gen ATP Finals og ATP Finals.
Touren afvikles under COVID-19-pandemien, og kalenderen var derfor på visse punkter modificeret i forhold den sædvanlige sæsonkalender. Eksempelvis var der 2½ ugers turneringspause i anden halvdel af januar, så de tilrejsende spillere kunne afvikle 14 dages obligatorisk indrejsekarantæne i Australien, inden ATP-turneringerne i Australien samt Australian Open 2021, der af samme grund blev afviklet tre uger senere end normalt.
Touren holdt endvidere en uges pause i juli for at gøre plads til den olympiske tennisturnering, der var blevet udsat fra året før på grund af COVID-19-pandemien.

## Turneringer

### Kategorier
ATP Tour 2021 består af 65 almindelige turneringer fordelt i tre kategorier:
- 9 turneringer i kategorien ATP Tour Masters 1000
- 13 turneringer i kategorien ATP Tour 500
- 43 turneringer i kategorien ATP Tour 250

Hertil kommer landsholdsturneringen ATP Cup samt de to sæsonafsluttende turneringer, ATP Finals og Next Gen ATP Finals.
Derudover indgår de fire grand slam-turneringer, OL i Tokyo og Davis Cup også i tourens kalender, og resultaterne opnået i grand slam-turneringerne giver også point til ATP's verdensrangliste, selvom turneringerne ikke er en del af ATP Tour.

### Ranglistepoint
Turneringerne er fordelt på følgende turneringskategorier med angivelse af de tilhørende ranglistepoint, spillerne opnår afhængig af deres resultater.
| Kategori | Antal turn. | Ranglistepoint i single | Ranglistepoint i single | Ranglistepoint i single | Ranglistepoint i single | Ranglistepoint i single         | Ranglistepoint i single         | Ranglistepoint i single         | Ranglistepoint i single         | Ranglistepoint i single         | Ranglistepoint i single         | Ranglistepoint i single         | Ranglistepoint i single         | Ranglistepoint i single         | Ranglistepoint i double | Ranglistepoint i double | Ranglistepoint i double | Ranglistepoint i double | Ranglistepoint i double         | Ranglistepoint i double         | Ranglistepoint i double         | Ranglistepoint i double         | Ranglistepoint i double         | Ranglistepoint i double         | Ranglistepoint i double         |
| Kategori | Antal turn. | Delt.                   | V                       | F                       | 1/2                     | 1/4                             | 1/8                             | 1/16                            | 1/32                            | 1/64                            | Q                               | Q3                              | Q2                              | Q1                              | Delt.                   | V                       | F                       | 1/2                     | 1/4                             | 1/8                             | 1/16                            | 1/32                            | Q                               | Q2                              | Q1                              |
| --- | ----------- | ----------------------- | ----------------------- | ----------------------- | ----------------------- | ------------------------------- | ------------------------------- | ------------------------------- | ------------------------------- | ------------------------------- | ------------------------------- | ------------------------------- | ------------------------------- | ------------------------------- | ----------------------- | ----------------------- | ----------------------- | ----------------------- | ------------------------------- | ------------------------------- | ------------------------------- | ------------------------------- | ------------------------------- | ------------------------------- | ------------------------------- |
| Grand slam * | 4           | 128S                    | 2000                    | 1200                    | 720                     | 360                             | 180                             | 90                              | 45                              | 10                              | 25                              | 16                              | 8                               | 0                               | 64D                     | 2000                    | 1200                    | 720                     | 360                             | 180                             | 90                              | 0                               | -                               | -                               | -                               |
| ATP Finals | 1           | 8S                      | G+900                   | G+400                   | G+0                     | Gruppespil: 200 pr. vundet kamp | Gruppespil: 200 pr. vundet kamp | Gruppespil: 200 pr. vundet kamp | Gruppespil: 200 pr. vundet kamp | Gruppespil: 200 pr. vundet kamp | Gruppespil: 200 pr. vundet kamp | Gruppespil: 200 pr. vundet kamp | Gruppespil: 200 pr. vundet kamp | Gruppespil: 200 pr. vundet kamp | 8D                      | G+900                   | G+400                   | G+0                     | Gruppespil: 200 pr. vundet kamp | Gruppespil: 200 pr. vundet kamp | Gruppespil: 200 pr. vundet kamp | Gruppespil: 200 pr. vundet kamp | Gruppespil: 200 pr. vundet kamp | Gruppespil: 200 pr. vundet kamp | Gruppespil: 200 pr. vundet kamp |
| Next Gen ATP Finals | 1           | 8S                      | -                       | -                       | -                       | -                               | -                               | -                               | -                               | -                               | -                               | -                               | -                               | -                               | -                       | -                       | -                       | -                       | -                               | -                               | -                               | -                               | -                               | -                               | -                               |
| ATP Tour Masters 1000 | 8           | 96S                     | 1000                    | 600                     | 360                     | 180                             | 90                              | 45                              | 25                              | 10                              | 16                              | -                               | 8                               | 0                               | 24-32D                  | 1000                    | 600                     | 360                     | 180                             | 90                              | 0                               | -                               | -                               | -                               | -                               |
| ATP Tour Masters 1000 | 8           | 48-56S                  | 1000                    | 600                     | 360                     | 180                             | 90                              | 45                              | 10                              | -                               | 25                              | -                               | 16                              | 0                               | 24-32D                  | 1000                    | 600                     | 360                     | 180                             | 90                              | 0                               | -                               | -                               | -                               | -                               |
| ATP Tour 500 | 9           | 48S                     | 500                     | 300                     | 180                     | 90                              | 45                              | 20                              | 0                               | -                               | 10                              | -                               | 4                               | 0                               | 16D                     | 500                     | 300                     | 180                     | 90                              | 0                               | -                               | -                               | 45                              | 20                              | 0                               |
| ATP Tour 500 | 9           | 32S                     | 500                     | 300                     | 180                     | 90                              | 45                              | 0                               | -                               | -                               | 20                              | -                               | 10                              | 0                               | 16D                     | 500                     | 300                     | 180                     | 90                              | 0                               | -                               | -                               | 45                              | 20                              | 0                               |
| ATP Tour 250 | 39          | 48S                     | 250                     | 150                     | 90                      | 45                              | 20                              | 10                              | 0                               | -                               | 5                               | -                               | 3                               | 0                               | 16D                     | 250                     | 150                     | 90                      | 45                              | 0                               | -                               | -                               | -                               | -                               | -                               |
| ATP Tour 250 | 39          | 28-32S                  | 250                     | 150                     | 90                      | 45                              | 20                              | 0                               | -                               | -                               | 12                              | -                               | 6                               | 0                               | 16D                     | 250                     | 150                     | 90                      | 45                              | 0                               | -                               | -                               | -                               | -                               | -                               |
| ATP Cup | 1           |                         | Maks. 500               | Maks. 500               | Maks. 500               | Maks. 500                       | Maks. 500                       | Maks. 500                       | Maks. 500                       | Maks. 500                       | Maks. 500                       | Maks. 500                       | Maks. 500                       | Maks. 500                       |                         | Maks. 250               | Maks. 250               | Maks. 250               | Maks. 250                       | Maks. 250                       | Maks. 250                       | Maks. 250                       | Maks. 250                       | Maks. 250                       | Maks. 250                       |
| Note * Grand slam-turneringerne er ikke en del af ATP Tour, men de er en del af tourens kalender og giver point til ATP's verdensrangliste. |             |                         |                         |                         |                         |                                 |                                 |                                 |                                 |                                 |                                 |                                 |                                 |                                 |                         |                         |                         |                         |                                 |                                 |                                 |                                 |                                 |                                 |                                 |

## Kalender
| Uge | Startdato     | Værtsby           | Turnering                                              | Kategori              | Underlag          | Deltagere              | Præmiesum         | TFC               |
| --- | ------------- | ----------------- | ------------------------------------------------------ | --------------------- | ----------------- | ---------------------- | ----------------- | ----------------- |
| 1-2 | 7. januar     | Delray Beach      | Delray Beach Open by Vitacost.com                      | ATP Tour 250          | Hardcourt         | 28S / 16Q / 16D        | $ 349.530         | $ 418.195         |
| 1-2 | 7. januar     | Antalya           | Antalya Open                                           | ATP Tour 250          | Hardcourt         | 32S / 16Q / 16D        | € 300.000         | € 361.800         |
| 1-2 | 11. januar    | Auckland          | ASB Classic                                            | ATP Tour 250          | Hardcourt         | 28S / 16Q / 16D        | Aflyst            | Aflyst            |
| 3-4 |               | Ingen turneringer | Ingen turneringer                                      | Ingen turneringer     | Ingen turneringer | Ingen turneringer      | Ingen turneringer | Ingen turneringer |
| 5 | 1. februar    | Melbourne         | Great Ocean Road Open                                  | ATP Tour 250          | Hardcourt         | 56S / 0Q / 24D         | $ 320.775         | $ 382.575         |
| 5 | 1. februar    | Melbourne         | Murray River Open                                      | ATP Tour 250          | Hardcourt         | 56S / 0Q / 24D         | $ 320.775         | $ 320.775         |
| 5 | 1. februar    | Pune              | Tata Open Maharashtra                                  | ATP Tour 250          | Hardcourt         | 28S / 16Q / 16D        | Aflyst            | Aflyst            |
| 5 | 2. februar    | Melbourne         | ATP Cup                                                | ATP Cup               | Hardcourt         | 12 hold                | $ 4.666.665       | $ 4.666.665       |
| 6 | 8. februar    | New York City     | New York Open                                          | ATP Tour 250          | Hardcourt (i)     | 28S / 16Q / 16D        | Aflyst            | Aflyst            |
| 6-7 | 8. februar    | Melbourne         | Australian Open                                        | Grand slam *          | Hardcourt         | 128S / 128Q / 64D      | A$ 32.790.000     | -                 |
| 7 | 15. februar   | Rio de Janeiro    | Rio Open presented by Claro                            | ATP Tour 500          | Grus              | 32S / 16Q / 16D / 4 DQ | Aflyst            | Aflyst            |
| 8 | 22. februar   | Singapore         | Singapore Tennis Open                                  | ATP Tour 250          | Hardcourt (i)     | 28S / 16Q / 16D        | $ 541.800         | $ 480.000         |
| 8 | 22. februar   | Córdoba           | Córdoba Open                                           | ATP Tour 250          | Grus              | 28S / 16Q / 16D        | $ 514.800         | $ 452.600         |
| 8 | 22. februar   | Montpellier       | Open Sud de France                                     | ATP Tour 250          | Hardcourt (i)     | 28S / 16Q / 16D        | € 419.470         | € 481.270         |
| 9 | 1. marts      | Rotterdam         | ABN AMRO World Tennis Tournament                       | ATP Tour 500          | Hardcourt (i)     | 32S / 16Q / 16D / 4 DQ | € 1.176.695       | € 1.314.015       |
| 9 | 1. marts      | Buenos Aires      | Argentina Open                                         | ATP Tour 250          | Grus              | 28S / 16Q / 16D        | $ 506.770         | $ 589.160         |
| 10 | 8. marts      | Doha              | Qatar ExxonMobil Open                                  | ATP Tour 250          | Hardcourt         | 28S / 16Q / 16D        | $ 1.050.570       | $ 1.153.560       |
| 10 | 8. marts      | Marseille         | Open 13 Provence                                       | ATP Tour 250          | Hardcourt (i)     | 28S / 16Q / 16D        | € 534.790         | € 610.315         |
| 10 | 8. marts      | Santiago          | Chile Open                                             | ATP Tour 250          | Grus              | 28S / 16Q / 16D        | $ 500.345         | $ 569.010         |
| 11 | 14. marts     | Dubai             | Dubai Duty Free Tennis Championships                   | ATP Tour 500          | Hardcourt         | 48S / 24Q / 16D / 4DQ  | $ 1.897.805       | $ 2.048.855       |
| 11 | 15. marts     | Acapulco          | Abierto Mexicano Telcel presentado por HSBC            | ATP Tour 500          | Hardcourt         | 32S / 16Q / 16D / 4DQ  | $ 1.053.910       | $ 1.204.960       |
| 12-13 | 24. marts     | Miami             | Miami Open presented by Itaú                           | ATP Tour Masters 1000 | Hardcourt         | 96S / 48Q / 32D        | $ 3.343.785       | $ 4.299.205       |
| 14 | 5. april      | Marrakech         | Grand Prix Hassan II                                   | ATP Tour 250          | Grus              | 32S / 16Q / 16D        | Aflyst            | Aflyst            |
| 14 | 5. april      | Marbella          | AnyTech365 Andalucia Open                              | ATP Tour 250          | Grus              | 28S / 16Q / 16D        | € 408.800         | € 408.800         |
| 14 | 5. april      | Cagliari          | Sardegna Open                                          | ATP Tour 250          | Grus              | 28S / 16Q / 16D        | € 408.800         | € 408.800         |
| 14 | 5. april      | Houston           | Fayez Sarofim & Co. U.S. Men's Clay Court Championship | ATP Tour 250          | Grus              | 28S / 16Q / 16D        | Aflyst            | Aflyst            |
| 15 | 11. april     | Monte-Carlo       | Rolex Monte-Carlo Masters                              | ATP Tour Masters 1000 | Grus              | 56S / 28Q / 28D        | € 2.082.960       | € 2.460.585       |
| 16 | 19. april     | Barcelona         | Barcelona Open Banc Sabadell                           | ATP Tour 500          | Grus              | 48S / 24Q / 16D / 4DQ  | € 1.565.480       | € 1.702.800       |
| 16 | 19. april     | Beograd           | Serbia Open                                            | ATP Tour 250          | Grus              | 28S / 16Q / 16D        | € 650.000         | € 711.800         |
| 17 | 26. april     | Estoril           | Milennium Estoril Open                                 | ATP Tour 250          | Grus              | 28S / 16Q / 16D        | € 419.470         | € 481.270         |
| 17 | 26. april     | München           | BMW Open                                               | ATP Tour 250          | Grus              | 28S / 16Q / 16D        | € 419.470         | € 481.270         |
| 18 | 2. maj        | Madrid            | Mutua Madrid Open                                      | ATP Tour Masters 1000 | Grus              | 56S / 28Q / 28D        | € 2.614.465       | € 3.226.325       |
| 19 | 9. maj        | Rom               | Internazionali BNL d'Italia                            | ATP Tour Masters 1000 | Grus              | 56S / 28Q / 32D        | € 2.082.960       | € 2.563.710       |
| 20 | 16. maj       | Genève            | Gonet Geneva Open                                      | ATP Tour 250          | Grus              | 28S / 16Q / 16D        | € 419.470         | € 481.270         |
| 20 | 16. maj       | Lyon              | Open Parc Auvergne-Rhône-Alpes Lyon                    | ATP Tour 250          | Grus              | 28S / 16Q / 16D        | € 419.470         | € 481.270         |
| 21 | 22. maj       | Parma             | Emilia-Romagna Open                                    | ATP Tour 250          | Grus              | 28S / 16Q / 16D        | € 480.000         | € 541.800         |
| 21 | 22. maj       | Beograd           | Belgrade Open                                          | ATP Tour 250          | Grus              | 28S / 16Q / 16D        | € 511.000         | € 511.000         |
| 22-23 | 30. maj       | Paris             | Roland-Garros                                          | Grand slam *          | Grus              | 128S / 128Q / 64D      | € 17.171.108      | -                 |
| 23 | 7. juni       | 's-Hertogenbosch  | Libema Open                                            | ATP Tour 250          | Græs              | 28S / 16Q / 16D        | Aflyst            | Aflyst            |
| 23 | 7. juni       | Stuttgart         | MercedesCup                                            | ATP Tour 250          | Græs              | 28S / 16Q / 16D        | € 543.210         | € 618.735         |
| 24 | 14. juni      | Halle             | Noventi Open                                           | ATP Tour 500          | Græs              | 32S / 24Q / 24D / 4DQ  | € 1.318.605       | € 1.455.925       |
| 24 | 14. juni      | London            | Cinch Championships                                    | ATP Tour 500          | Græs              | 32S / 16Q / 24D        | € 1.290.135       | € 1.427.455       |
| 25 | 20. juni      | Mallorca          | Mallorca Championships                                 | ATP Tour 250          | Græs              | 28S / 16Q / 16D        | € 720.000         | € 783.655         |
| 25 | 21. juni      | Eastbourne        | Eastbourne International                               | ATP Tour 250          | Græs              | 28S / 16Q / 16D        | € 547.265         | € 609.065         |
| 26-27 | 28. juni      | London            | Wimbledon-mesterskaberne                               | Grand slam *          | Græs              | 128S / 128Q / 64D      | £ 17.066.000      | -                 |
| 28 | 12. juli      | Newport           | Hall of Fame Open                                      | ATP Tour 250          | Græs              | 28S / 16Q / 16D        | $ 466.870         | $ 535.535         |
| 28 | 12. juli      | Hamburg           | Hamburg European Open                                  | ATP Tour 500          | Grus              | 32S / 16Q / 16D / 4DQ  | € 1.030.900       | € 1.168.220       |
| 28 | 12. juli      | Båstad            | Nordea Open                                            | ATP Tour 250          | Grus              | 28S / 16Q / 16D        | € 419.470         | € 481.270         |
| 29 | 19. juli      | Los Cabos         | Abierto Mexicano de Tenis Mifel presentado por Cinemex | ATP Tour 250          | Hardcourt         | 28S / 16Q / 16D        | $ 598.545         | $ 694.655         |
| 29 | 19. juli      | Umag              | Plava Laguna Croatia Open Umag                         | ATP Tour 250          | Grus              | 28S / 16Q / 16D        | € 419.470         | € 481.270         |
| 29 | 19. juli      | Gstaad            | Swiss Open Gstaad                                      | ATP Tour 250          | Grus              | 28S / 16Q / 16D        | € 419.470         | € 481.270         |
| 30 | 24. juli      | Tokyo             | Olympiske lege                                         | OL                    | Hardcourt         | 64S / 0Q / 32D         | -                 | -                 |
| 30 | 26. juli      | Kitzbühel         | Generali Open                                          | ATP Tour 250          | Grus              | 28S / 16Q / 16D        | € 419.470         | € 481.270         |
| 30 | 26. juli      | Atlanta           | Truist Atlanta Open                                    | ATP Tour 250          | Hardcourt         | 28S / 16Q / 16D        | $ 555.995         | $ 638.385         |
| 31 | 2. august     | Washington DC     | Citi Open                                              | ATP Tour 500          | Hardcourt         | 48S / 24Q / 16D / 4DQ  | $ 1.895.290       | $ 2.046.340       |
| 32 | 9. august     | Toronto           | National Bank Open presented by Rogers                 | ATP Tour Masters 1000 | Hardcourt         | 56S / 28Q / 32D        | $ 2.850.975       | $ 3.487.915       |
| 33 | 15. august    | Mason             | Western & Southern Open                                | ATP Tour Masters 1000 | Hardcourt         | 56S / 28Q / 32D        | $ 6.056.280       | $ 6.615.690       |
| 34 | 22. august    | Winston-Salem     | Winston-Salem Open                                     | ATP Tour 250          | Hardcourt         | 48S / 16Q / 16D        | $ 717.955         | $ 807.210         |
| 35-36 | 30. august    | New York City     | US Open                                                | Grand slam *          | Hardcourt         | 128S / 128Q / 64D      | $ 27.200.000      | -                 |
| 37 |               |                   | Davis Cup, gruppe I og II **                           |                       |                   |                        |                   |                   |
| 38 | 20. september | Nur-Sultan        | Astana Open                                            | ATP Tour 250          | Hardcourt (i)     | 28S / 16Q / 16D        | $ 480.000         | $ 541.800         |
| 38 | 20. september | Metz              | Moselle Open                                           | ATP Tour 250          | Hardcourt (i)     | 28S / 16Q / 16D        | € 419.470         | € 481.270         |
| 38 | 24. september | Boston            | Laver Cup                                              | Laver Cup             | Hardcourt (i)     | 2 hold                 | -                 | -                 |
| 39 | 27. september | Chengdu           | Chengdu Open                                           | ATP Tour 250          | Hardcourt         | 28S / 16Q / 16D        | Aflyst            | Aflyst            |
| 39 | 27. september | San Diego         | San Diego Open                                         | ATP Tour 250          | Hardcourt         | 28S / 16Q / 16D        | $ 600.000         | $ 661.800         |
| 39 | 27. september | Sofia             | Sofia Open                                             | ATP Tour 250          | Hardcourt (i)     | 28S / 16Q / 16D        | € 419.470         | € 481.270         |
| 39 | 27. september | Zhuhai            | Zhuhai Championships                                   | ATP Tour 250          | Hardcourt         | 28S / 16Q / 16D        | Aflyst            | Aflyst            |
| 40 | 3. oktober    | Shanghai          | Rolex Shanghai Masters                                 | ATP Tour Masters 1000 | Hardcourt         | 56S / 28Q / 32D        | Aflyst            | Aflyst            |
| 40 | 4. oktober    | Beijing           | China Open                                             | ATP Tour 500          | Hardcourt         | 32S / 16Q / 16D / 4DQ  | Aflyst            | Aflyst            |
| 40 | 4. oktober    | Tokyo             | Rakuten Japan Open Tennis Championships                | ATP Tour 500          | Hardcourt         | 32S / 16Q / 16D / 4DQ  | Aflyst            | Aflyst            |
| 40-41 | 7. oktober    | Indian Wells      | BNP Paribas Open                                       | ATP Tour Masters 1000 | Hardcourt         | 96S / 48Q / 32D        | $ 8.359.455       | $ 9.146.125       |
| 42 | 18. oktober   | Moskva            | VTB Kremlin Cup                                        | ATP Tour 250          | Hardcourt (i)     | 28S / 16Q / 16D        | $ 697.125         | $ 779.515         |
| 42 | 18. oktober   | Antwerpen         | European Open                                          | ATP Tour 250          | Hardcourt (i)     | 28S / 16Q / 16D        | € 508.600         | € 584.125         |
| 43 | 25. oktober   | Wien              | Erste Bank Open                                        | ATP Tour 500          | Hardcourt (i)     | 32S / 16Q / 16D / 4DQ  | € 1.837.190       | € 1.974.510       |
| 43 | 25. oktober   | Basel             | Swiss Indoors Basel                                    | ATP Tour 500          | Hardcourt (i)     | 32S / 16Q / 16D / 4DQ  | Aflyst            | Aflyst            |
| 43 | 25. oktober   | Sankt Petersborg  | St. Petersburg Open                                    | ATP Tour 250          | Hardcourt (i)     | 28S / 16Q / 16D        | $ 863.705         | $ 932.370         |
| 44 | 1. november   | Paris             | Rolex Paris Masters                                    | ATP Tour Masters 1000 | Hardcourt (i)     | 48S / 24Q / 24D        | € 2.603.700       | € 3.084.450       |
| 45 | 7. november   | Stockholm         | Stockholm Open                                         | ATP Tour 250          | Hardcourt (i)     | 28S / 16Q / 16D        | € 635.750         | € 711.275         |
| 45 | 9. november   | Milano            | Next Gen ATP Finals                                    | Next Gen ATP Finals   | Hardcourt (i)     | 8S                     | $ 1.300.000       | $ 1.300.000       |
| 46 | 14. november  | Torino            | Nitto ATP Finals                                       | ATP Finals            | Hardcourt (i)     | 8S / 8D                | $ 7.250.000       | $ 7.250.000       |
| 47 |               |                   | Davis Cup-slutrunde **                                 |                       |                   |                        |                   |                   |
| Noter * Grand slam-turneringerne er ikke en del af ATP Tour, men de er en del af tourens kalender og giver point til ATP's verdensrangliste. ** Davis Cup og den olympiske tennisturnering er ikke en del af ATP Tour, men turneringerne er en del af tourens kalender. (i) Indendørs |               |                   |                                                        |                       |                   |                        |                   |                   |

## Finaler

### Single
| Uge | Værtsby                  | Turnering                            | Vinder                   | Finalist                 | Finaleres.                 | 1.-præmie                | 2.-præmie                |
| Grand slam-turneringer * | Grand slam-turneringer * | Grand slam-turneringer *             | Grand slam-turneringer * | Grand slam-turneringer * | Grand slam-turneringer *   | Grand slam-turneringer * | Grand slam-turneringer * |
| --- | ------------------------ | ------------------------------------ | ------------------------ | ------------------------ | -------------------------- | ------------------------ | ------------------------ |
| 6-7 | Melbourne                | Australian Open                      | Novak Djokovic           | Daniil Medvedev          | 7–5, 6–2, 6–2              | A$ 2.750.000             | A$ 1.500.000             |
| 22-23 | Paris                    | Roland-Garros                        | Novak Djokovic           | Stefanos Tsitsipas       | 6–7(6), 2–6, 6–3, 6–2, 6–4 | € 1.400.000              | € 750.000                |
| 26-27 | London                   | Wimbledon-mesterskaberne             | Novak Djokovic           | Matteo Berrettini        | 6–7(4), 6–4, 6–4, 6–3      | £ 1.700.000              | £ 900.000                |
| 35-36 | New York City            | US Open                              | Daniil Medvedev          | Novak Djokovic           | 6–4, 6–4, 6–4              | $ 2.500.000              | $ 1.250.000              |
| Sæsonafsluttende turneringer |                          |                                      |                          |                          |                            |                          |                          |
| 46 | Torino                   | Nitto ATP Finals                     | Alexander Zverev         | Daniil Medvedev          | 6–4, 6–4                   | $ 2.143.000              | $ 1.222.000              |
| 45 | Milano                   | Next Gen ATP Finals                  | Carlos Alcaraz           | Sebastian Korda          | 4–3(5), 4–2, 4–2           | $ 400.000                | $ 258.000                |
| ATP Tour Masters 1000 |                          |                                      |                          |                          |                            |                          |                          |
| 12-13 | Miami                    | Miami Open                           | Hubert Hurkacz           | Jannik Sinner            | 7–6(4), 6–4                | $ 300.110                | $ 165.000                |
| 15 | Monte-Carlo              | Rolex Monte-Carlo Masters            | Stefanos Tsitsipas       | Andrej Rubljov           | 6–3, 6–3                   | € 251.085                | € 150.000                |
| 18 | Madrid                   | Mutua Madrid Open                    | Alexander Zverev         | Matteo Berrettini        | 6–7(8), 6–4, 6–3           | € 315.160                | € 188.280                |
| 19 | Rom                      | Internazionali BNL d'Italia          | Rafael Nadal             | Novak Djokovic           | 7–5, 1–6, 6–3              | € 245.085                | € 145.000                |
| 32 | Toronto                  | National Bank Open                   | Daniil Medvedev          | Reilly Opelka            | 6–4, 6–3                   | $ 370.290                | $ 211.000                |
| 33 | Mason                    | Western & Southern Open              | Alexander Zverev         | Andrej Rubljov           | 6–2, 6–3                   | $ 654.815                | $ 354.720                |
| 40-41 | Indian Wells             | BNP Paribas Open                     | Cameron Norrie           | Nikoloz Basilashvili     | 3–6, 6–4, 6–1              | $ 1.209.730              | $ 640.000                |
| 44 | Paris                    | Rolex Paris Masters                  | Novak Djokovic           | Daniil Medvedev          | 4–6, 6–3, 6–3              | € 336.030                | € 187.000                |
| ATP Tour 500 |                          |                                      |                          |                          |                            |                          |                          |
| 9 | Rotterdam                | ABN AMRO World Tennis Tournament     | Andrej Rubljov           | Márton Fucsovics         | 7–6(4), 6–4                | € 89.265                 | € 66.000                 |
| 11 | Dubai                    | Dubai Duty Free Tennis Championships | Aslan Karatsev           | Lloyd Harris             | 6–3, 6–2                   | $ 149.490                | $ 110.530                |
| 11 | Acapulco                 | Abierto Mexicano Telcel              | Alexander Zverev         | Stefanos Tsitsipas       | 6–4, 7–6(3)                | $ 88.940                 | $ 65.760                 |
| 16 | Barcelona                | Barcelona Open Banc Sabadell         | Rafael Nadal             | Stefanos Tsitsipas       | 6–4, 6–7(6), 7–5           | € 178.985                | € 111.600                |
| 24 | Halle                    | Noventi Open                         | Ugo Humbert              | Andrej Rubljov           | 6–3, 7–6(4)                | € 113.785                | € 84.075                 |
| 24 | London                   | Cinch Championships                  | Matteo Berrettini        | Cameron Norrie           | 6–4, 6–7(5), 6–3           | € 113.785                | € 84.075                 |
| 28 | Hamburg                  | Hamburg European Open                | Pablo Carreño Busta      | Filip Krajinović         | 6–2, 6–4                   | € 96.035                 | € 71.000                 |
| 31 | Washington D.C.          | Citi Open                            | Jannik Sinner            | Mackenzie McDonald       | 7–5, 4–6, 7–5              | $ 350.755                | $ 178.500                |
| 43 | Wien                     | Erste Bank Open                      | Alexander Zverev         | Frances Tiafoe           | 7–5, 6–4                   | € 220.550                | € 148.720                |
| ATP Tour 250 |                          |                                      |                          |                          |                            |                          |                          |
| 1-2 | Delray Beach             | Delray Beach Open                    | Hubert Hurkacz           | Sebastian Korda          | 6–3, 6–3                   | $ 30.840                 | $ 22.780                 |
| 1-2 | Antalya                  | Antalya Open                         | Alex de Minaur           | Aleksandr Bublik         | 2–0 opg.                   | € 27.960                 | € 20.000                 |
| 5 | Melbourne                | Great Ocean Road Open                | Jannik Sinner            | Stefano Travaglia        | 7–6(4), 6–4                | $ 19.500                 | $ 13.255                 |
| 5 | Melbourne                | Murray River Open                    | Daniel Evans             | Félix Auger-Aliassime    | 6–2, 6–3                   | $ 19.500                 | $ 13.255                 |
| 8 | Singapore                | Singapore Tennis Open                | Alexei Popyrin           | Aleksandr Bublik         | 4–6, 6–0, 6–2              | $ 47.080                 | $ 33.760                 |
| 8 | Córdoba                  | Córdoba Open                         | Juan Manuel Cerúndolo    | Albert Ramos-Viñolas     | 6–0, 2–6, 6–2              | $ 40.000                 | $ 29.475                 |
| 8 | Montpellier              | Open Sud de France                   | David Goffin             | Roberto Bautista Agut    | 5–7, 6–4, 6–2              | € 21.655                 | € 16.000                 |
| 9 | Buenos Aires             | Argentina Open                       | Diego Schwartzman        | Francisco Cerúndolo      | 6–1, 6–2                   | $ 45.120                 | $ 33.000                 |
| 10 | Doha                     | Qatar ExxonMobil Open                | Nikoloz Basilashvili     | Roberto Bautista Agut    | 7–6(5), 6–2                | $ 103.070                | $ 73.885                 |
| 10 | Marseille                | Open 13 Provence                     | Daniil Medvedev          | Pierre-Hugues Herbert    | 6–4, 6–7(4), 6–4           | € 52.500                 | € 37.610                 |
| 10 | Santiago                 | Chile Open                           | Cristian Garín           | Facundo Bagnis           | 6–4, 6–7(3), 7–5           | $ 45.000                 | $ 32.615                 |
| 14 | Marbella                 | AnyTech365 Andalucia Open            | Pablo Carreño Busta      | Jaume Munar              | 6–1, 2–6, 6–4              | € 40.100                 | € 28.750                 |
| 14 | Cagliari                 | Sardegna Open                        | Lorenzo Sonego           | Laslo Đere               | 2–6, 7–6(5), 6–4           | € 40.100                 | € 28.750                 |
| 16 | Beograd                  | Serbia Open                          | Matteo Berrettini        | Aslan Karatsev           | 6–1, 3–6, 7–6(0)           | € 100.225                | € 58.885                 |
| 17 | Estoril                  | Milennium Estoril Open               | Albert Ramos-Viñolas     | Cameron Norrie           | 4–6, 6–3, 7–6(3)           | € 21.655                 | € 16.000                 |
| 17 | München                  | BMW Open                             | Nikoloz Basilashvili     | Jan-Lennard Struff       | 6–4, 7–6(5)                | € 21.655                 | € 16.000                 |
| 20 | Genève                   | Gonet Geneva Open                    | Casper Ruud              | Denis Shapovalov         | 7–6(6), 6–4                | € 41.145                 | € 29.500                 |
| 20 | Lyon                     | Open Parc Auvergne-Rhône-Alpes Lyon  | Stefanos Tsitsipas       | Cameron Norrie           | 6–3, 6–3                   | € 41.145                 | € 29.500                 |
| 21 | Parma                    | Emilia-Romagna Open                  | Sebastian Korda          | Marco Cecchinato         | 6–2, 6–4                   | € 47.080                 | € 33.760                 |
| 21 | Beograd                  | Belgrade Open                        | Novak Djokovic           | Alex Molčan              | 6–4, 6–3                   | € 78.795                 | € 46.290                 |
| 23 | Stuttgart                | MercedesCup                          | Marin Čilić              | Félix Auger-Aliassime    | 7–6(2), 6–3                | € 53.280                 | € 38.200                 |
| 25 | Santa Ponça              | Mallorca Championships               | Daniil Medvedev          | Sam Querrey              | 6–4, 6–2                   | € 70.620                 | € 50.630                 |
| 25 | Eastbourne               | Eastbourne International             | Alex de Minaur           | Lorenzo Sonego           | 4–6, 6–4, 7–6(5)           | € 53.680                 | € 38.485                 |
| 28 | Newport                  | Hall of Fame Open                    | Kevin Anderson           | Jenson Brooksby          | 7–6(8), 6–4                | $ 45.795                 | $ 32.835                 |
| 28 | Båstad                   | Nordea Open                          | Casper Ruud              | Federico Coria           | 6–3, 6–3                   | € 41.145                 | € 29.500                 |
| 29 | Los Cabos                | Abierto Mexicano de Tenis Mifel      | Cameron Norrie           | Brandon Nakashima        | 6–2, 6–2                   | $ 58.705                 | $ 42.095                 |
| 29 | Umag                     | Plava Laguna Croatia Open Umag       | Carlos Alcaraz           | Richard Gasquet          | 6–2, 6–2                   | € 41.145                 | € 29.500                 |
| 29 | Gstaad                   | Swiss Open Gstaad                    | Casper Ruud              | Hugo Gaston              | 6–3, 6–2                   | € 41.145                 | € 29.500                 |
| 30 | Kitzbühel                | Generali Open                        | Casper Ruud              | Pedro Martínez           | 6–1, 4–6, 6–3              | € 41.145                 | € 29.500                 |
| 30 | Atlanta                  | Truist Atlanta Open                  | John Isner               | Brandon Nakashima        | 7–6(8), 7–5                | $ 54.535                 | $ 39.100                 |
| 34 | Winston-Salem            | Winston-Salem Open                   | Ilja Ivasjka             | Mikael Ymer              | 6–0, 6–2                   | $ 96.505                 | $ 56.000                 |
| 38 | Nur-Sultan               | Astana                               | Kwon Soon-Woo            | James Duckworth          | 7–6(6), 6–3                | $ 47.080                 | $ 33.760                 |
| 38 | Metz                     | Moselle Open                         | Hubert Hurkacz           | Pablo Carreño Busta      | 7–6(2), 6–3                | € 41.145                 | € 29.500                 |
| 39 | San Diego                | San Diego Open                       | Casper Ruud              | Cameron Norrie           | 6–0, 6–2                   | $ 92.515                 | $ 54.355                 |
| 39 | Sofia                    | Sofia Open                           | Jannik Sinner            | Gaël Monfils             | 6–3, 6–4                   | € 41.145                 | € 29.500                 |
| 42 | Moskva                   | VTB Kremlin Cup                      | Aslan Karatsev           | Marin Čilić              | 6–2, 6–4                   | $ 68.380                 | $ 49.025                 |
| 42 | Antwerpen                | European Open                        | Jannik Sinner            | Diego Schwartzman        | 6–2, 6–2                   | € 49.885                 | € 35.770                 |
| 43 | Sankt Petersborg         | St. Petersburg Open                  | Marin Čilić              | Taylor Fritz             | 7–6(3), 4–6, 6–4           | $ 84.720                 | $ 60.740                 |
| 45 | Stockholm                | Stockholm Open                       | Tommy Paul               | Denis Shapovalov         | 6–4, 2–6, 6–4              | € 98.030                 | € 57.595                 |
| Noter * Grand slam-turneringerne er ikke en del af ATP Tour, men de er en del af tourens kalender og giver point til ATP's verdensrangliste. |                          |                                      |                          |                          |                            |                          |                          |

### Double
| Uge | Værtsby                  | Turnering                            | Vinder                                | Finalist                               | Finaleres.               | 1.-præmie                | 2.-præmie                |
| Grand slam-turneringer * | Grand slam-turneringer * | Grand slam-turneringer *             | Grand slam-turneringer *              | Grand slam-turneringer *               | Grand slam-turneringer * | Grand slam-turneringer * | Grand slam-turneringer * |
| --- | ------------------------ | ------------------------------------ | ------------------------------------- | -------------------------------------- | ------------------------ | ------------------------ | ------------------------ |
| 6-7 | Melbourne                | Australian Open                      | Ivan Dodig Filip Polášek              | Rajeev Ram Joe Salisbury               | 6–3, 6–4                 | A$ 600.000               | A$ 340.000               |
| 22-23 | Paris                    | Roland-Garros                        | Pierre-Hugues Herbert Nicolas Mahut   | Aleksandr Bublik Andrej Golubev        | 4–6, 7–6(1), 6–4         | € 244.925                | € 144.074                |
| 26-27 | London                   | Wimbledon-mesterskaberne             | Nikola Mektić Mate Pavić              | Marcel Granollers Horacio Zeballos     | 6–4, 7–6(5), 2–6, 7–5    | £ 480.000                | £ 240.000                |
| 35-36 | New York City            | US Open                              | Rajeev Ram Joe Salisbury              | Jamie Murray Bruno Soares              | 3–6, 6–2, 6–2            | $ 660.000                | $ 330.000                |
| Sæsonafslutning |                          |                                      |                                       |                                        |                          |                          |                          |
| 46 | Torino                   | Nitto ATP Finals                     | Pierre-Hugues Herbert Nicolas Mahut   | Rajeev Ram Joe Salisbury               | 6–4, 7–6(0)              | $ 396.000                | $ 265.000                |
| ATP Tour Masters 1000 |                          |                                      |                                       |                                        |                          |                          |                          |
| 12-13 | Miami                    | Miami Open                           | Nikola Mektić Mate Pavić              | Daniel Evans Neal Skupski              | 6–4, 6–4                 | $ 81.000                 | $ 51.000                 |
| 15 | Monte-Carlo              | Rolex Monte-Carlo Masters            | Nikola Mektić Mate Pavić              | Daniel Evans Neal Skupski              | 6–3, 4–6, [10–7]         | € 50.000                 | € 35.000                 |
| 18 | Madrid                   | Mutua Madrid Open                    | Marcel Granollers Horacio Zeballos    | Nikola Mektić Mate Pavić               | 1–6, 6–3, [10–8]         | € 62.760                 | € 43.940                 |
| 19 | Rom                      | Internazionali BNL d'Italia          | Nikola Mektić Mate Pavić              | Rajeev Ram Joe Salisbury               | 6–4, 7–6(4)              | € 50.000                 | € 35.000                 |
| 32 | Toronto                  | National Bank Open                   | Rajeev Ram Joe Salisbury              | Nikola Mektić Mate Pavić               | 6–3, 4–6, [10–3]         | $ 68.440                 | $ 47.910                 |
| 33 | Mason                    | Western & Southern Open              | Marcel Granollers Horacio Zeballos    | Steve Johnson Austin Krajicek          | 7–6(5), 7–6(5)           | $ 159.030                | $ 102.000                |
| 40-41 | Indian Wells             | BNP Paribas Open                     | John Peers Filip Polášek              | Aslan Karatsev Andrej Rubljov          | 6–3, 7–6(5)              | $ 414.500                | $ 220.000                |
| 44 | Paris                    | Rolex Paris Masters                  | Tim Pütz Michael Venus                | Pierre-Hugues Herbert Nicolas Mahut    | 6–3, 6–7(4), [11–9]      | € 70.000                 | € 50.000                 |
| ATP Tour 500 |                          |                                      |                                       |                                        |                          |                          |                          |
| 9 | Rotterdam                | ABN AMRO World Tennis Tournament     | Nikola Mektić Mate Pavić              | Kevin Krawietz Horia Tecău             | 7–6(7), 6–2              | € 37.870                 | € 28.500                 |
| 11 | Dubai                    | Dubai Duty Free Tennis Championships | Juan Sebastián Cabal Robert Farah     | Nikola Mektić Mate Pavić               | 7–6(0), 7–6(4)           | $ 52.850                 | $ 39.780                 |
| 11 | Acapulco                 | Abierto Mexicano Telcel              | Ken Skupski Neal Skupski              | Marcel Granollers Horacio Zeballos     | 7–6(3), 6–4              | $ 31.440                 | $ 23.660                 |
| 16 | Barcelona                | Barcelona Open Banc Sabadell         | Juan Sebastián Cabal Robert Farah     | Kevin Krawietz Horia Tecău             | 6–4, 6–2                 | € 58.500                 | € 39.300                 |
| 24 | Halle                    | Noventi Open                         | Kevin Krawietz Horia Tecău            | Félix Auger-Aliassime Hubert Hurkacz   | 7–6(4), 6–4              | € 40.200                 | € 30.240                 |
| 24 | London                   | Cinch Championships                  | Pierre-Hugues Herbert Nicolas Mahut   | Reilly Opelka John Peers               | 6–4, 7–5                 | € 40.200                 | € 30.240                 |
| 28 | Hamburg                  | Hamburg European Open                | Tim Pütz Michael Venus                | Kevin Krawietz Horia Tecău             | 6–3, 6–7(3), [10–8]      | € 33.180                 | € 24.970                 |
| 31 | Washington DC            | Citi Open                            | Raven Klaasen Ben McLachlan           | Neal Skupski Michael Venus             | 7–6(4), 6–4              | $ 118.700                | $ 60.000                 |
| 43 | Wien                     | Erste Bank Open                      | Juan Sebastián Cabal Robert Farah     | Rajeev Ram Joe Salisbury               | 6–4, 6–2                 | € 77.290                 | € 53.870                 |
| ATP Tour 250 |                          |                                      |                                       |                                        |                          |                          |                          |
| 1-2 | Delray Beach             | Delray Beach Open                    | Ariel Behar Gonzalo Escobar           | Christian Harrison Ryan Harrison       | 6–7(5), 7–6(4), [10–4]   | $ 10.080                 | $ 7.370                  |
| 1-2 | Antalya                  | Antalya Open                         | Nikola Mektić Mate Pavić              | Ivan Dodig Filip Polášek               | 6–2, 6–4                 | € 8.900                  | € 6.880                  |
| 5 | Melbourne                | Great Ocean Road Open                | Jamie Murray Bruno Soares             | Juan Sebastián Cabal Robert Farah      | 6–3, 7–6(7)              | $ 7.200                  | $ 5.760                  |
| 5 | Melbourne                | Murray River Open                    | Nikola Mektić Mate Pavić              | Jérémy Chardy Fabrice Martin           | 7–6(2), 6–3              | $ 7.200                  | $ 5.760                  |
| 8 | Singapore                | Singapore Tennis Open                | Sander Gillé Joran Vliegen            | Matthew Ebden John-Patrick Smith       | 6–2, 6–3                 | $ 17.570                 | $ 12.590                 |
| 8 | Córdoba                  | Córdoba Open                         | Rafael Matos Felipe Meligeni Alves    | Romain Arneodo Benoît Paire            | 6–4, 6–1                 | $ 15.100                 | $ 11.070                 |
| 8 | Montpellier              | Open Sud de France                   | Henri Kontinen Édouard Roger-Vasselin | Jonathan Erlich Andrej Vasiljevskij    | 6–2, 7–5                 | € 7.550                  | € 5.530                  |
| 9 | Buenos Aires             | Argentina Open                       | Tomislav Brkić Nikola Ćaćić           | Ariel Behar Gonzalo Escobar            | 6–3, 7–5                 | $ 17.300                 | $ 12.380                 |
| 10 | Doha                     | Qatar ExxonMobil Open                | Aslan Karatsev Andrej Rubljov         | Marcus Daniell Philipp Oswald          | 7–5, 6–4                 | $ 38.470                 | $ 27.550                 |
| 10 | Marseille                | Open 13 Provence                     | Lloyd Glasspool Harri Heliövaara      | Sander Arends David Pel                | 7–5, 7–6(4)              | € 19.580                 | € 14.020                 |
| 10 | Santiago                 | Chile Open                           | Simone Bolelli Máximo González        | Federico Delbonis Jaume Munar          | 7–6(4), 6–4              | $ 17.100                 | $ 12.240                 |
| 14 | Marbella                 | AnyTech365 Andalucia Open            | Ariel Behar Gonzalo Escobar           | Tomislav Brkić Nikola Ćaćić            | 6–2, 6–4                 | € 14.970                 | € 10.730                 |
| 14 | Cagliari                 | Sardegna Open                        | Lorenzo Sonego Andrea Vavassori       | Simone Bolelli Andrés Molteni          | 6–3, 6–4                 | € 14.970                 | € 10.730                 |
| 16 | Beograd                  | Serbia Open                          | Ivan Sabanov Matej Sabanov            | Ariel Behar Gonzalo Escobar            | 6–3, 7–6(5)              | € 34.510                 | € 18.590                 |
| 17 | Estoril                  | Milennium Estoril Open               | Hugo Nys Tim Pütz                     | Luke Bambridge Dominic Inglot          | 7–5, 3–6, [10–3]         | € 7.550                  | € 5.530                  |
| 17 | München                  | BMW Open                             | Wesley Koolhof Kevin Krawietz         | Sander Gillé Joran Vliegen             | 4–6, 6–4, [10–5]         | € 7.550                  | € 5.530                  |
| 20 | Genève                   | Gonet Geneva Open                    | John Peers Michael Venus              | Simone Bolelli Máximo González         | 6–2, 7–5                 | € 15.360                 | € 11.000                 |
| 20 | Lyon                     | Open Parc Auvergne-Rhône-Alpes Lyon  | Hugo Nys Tim Pütz                     | Pierre-Hugues Herbert Nicolas Mahut    | 6–4, 5–7, [10–8]         | € 15.360                 | € 11.000                 |
| 21 | Parma                    | Emilia-Romagna Open                  | Simone Bolelli Máximo González        | Oliver Marach Aisam-ul-Haq Qureshi     | 6–3, 6–3                 | € 17.570                 | € 12.590                 |
| 21 | Beograd                  | Belgrade Open                        | Jonathan Erlich Andrej Vasiljevskij   | André Göransson Rafael Matos           | 6–4, 6–1                 | € 27.140                 | € 14.620                 |
| 23 | Stuttgart                | MercedesCup                          | Marcelo Demoliner Santiago González   | Ariel Behar Gonzalo Escobar            | 4–6, 6–3, [10–6]         | € 19.880                 | € 14.240                 |
| 25 | Santa Ponça              | Mallorca Championships               | Simone Bolelli Máximo González        | Novak Djokovic Carlos Gómez-Herrera    | w.o.                     | € 26.370                 | € 18.880                 |
| 25 | Eastbourne               | Eastbourne International             | Nikola Mektić Mate Pavić              | Rajeev Ram Joe Salisbury               | 6–4, 6–3                 | € 20.050                 | € 14.350                 |
| 28 | Newport                  | Hall of Fame Open                    | William Blumberg Jack Sock            | Austin Krajicek Vasek Pospisil         | 6–2, 7–6(3)              | $ 17.100                 | $ 12.240                 |
| 28 | Båstad                   | Nordea Open                          | Sander Arends David Pel               | Andre Begemann Albano Olivetti         | 6–4, 6–2                 | € 15.360                 | € 11.000                 |
| 29 | Los Cabos                | Abierto Mexicano de Tenis Mifel      | Hans Hach Verdugo John Isner          | Hunter Reese Sem Verbeek               | 5–7, 6–2, [10–4]         | $ 21.920                 | $ 15.690                 |
| 29 | Umag                     | Plava Laguna Croatia Open Umag       | Fernando Romboli David Vega Hernández | Tomislav Brkić Nikola Ćaćić            | 6–3, 7–5                 | € 15.360                 | € 11.000                 |
| 29 | Gstaad                   | Swiss Open Gstaad                    | Marc-Andrea Hüsler Dominic Stricker   | Szymon WalkówJa Jan Zieliński          | 6–1, 7–6(7)              | € 15.360                 | € 11.000                 |
| 30 | Kitzbühel                | Generali Open                        | Alexander Erler Lucas Miedler         | Roman Jebavý Matwé Middelkoop          | 7–5, 7–6(5)              | € 15.360                 | € 11.000                 |
| 30 | Atlanta                  | Truist Atlanta Open                  | Reilly Opelka Jannik Sinner           | Steve Johnson Jordan Thompson          | 6–4, 6–7(6), [10–3]      | $ 20.360                 | $ 14.580                 |
| 34 | Winston-Salem            | Winston-Salem Open                   | Marcelo Arévalo Matwé Middelkoop      | Ivan Dodig Austin Krajicek             | 6–7(5), 7–5, [10–6]      | $ 40.600                 | $ 20.800                 |
| 38 | Nur-Sultan               | Astana Open                          | Santiago González Andrés Molteni      | Jonathan Erlich Andrej Vasiljevskij    | 6–1, 6–2                 | $ 17.570                 | $ 12.590                 |
| 38 | Metz                     | Moselle Open                         | Hubert Hurkacz Jan Zieliński          | Hugo Nys Arthur Rinderknech            | 7–5, 6–3                 | € 15.360                 | € 11.000                 |
| 39 | San Diego                | San Diego Open                       | Joe Salisbury Neal Skupski            | John Peers Filip Polášek               | 7–6(2), 3–6, [10–5]      | $ 31.860                 | $ 17.170                 |
| 39 | Sofia                    | Sofia Open                           | Jonny O'Mara Ken Skupski              | Oliver Marach Philipp Oswald           | 6–3, 6–4                 | € 15.360                 | € 11.000                 |
| 42 | Moskva                   | VTB Kremlin Cup                      | Harri Heliövaara Matwé Middelkoop     | Tomislav Brkić Nikola Ćaćić            | 7–5, 4–6, [11–9]         | $ 25.530                 | $ 18.280                 |
| 42 | Antwerpen                | European Open                        | Nicolas Mahut Fabrice Martin          | Wesley Koolhof Jean-Julien Rojer       | 6–0, 6–1                 | € 18.620                 | € 13.340                 |
| 43 | Sankt Petersborg         | St. Petersburg Open                  | Jamie Murray Bruno Soares             | Andrej Golubev Hugo Nys                | 6–3, 6–4                 | $ 31.640                 | $ 22.650                 |
| 45 | Stockholm                | Stockholm Open                       | Santiago González Andrés Molteni      | Aisam-ul-Haq Qureshi Jean-Julien Rojer | 6–2, 6–2                 | € 33.760                 | € 18.190                 |
| Noter * Grand slam-turneringerne er ikke en del af ATP Tour, men de er en del af tourens kalender og giver point til ATP's verdensrangliste. |                          |                                      |                                       |                                        |                          |                          |                          |

### Hold
| 5 | Melbourne | ATP Cup | Rusland | Italien | 2–0 |

## Verdensranglisten
ATP's verdensrangliste pr. 22. november 2021 gjaldt som rangeringen ved sæsonens afslutning.
| Plac.           | Spiller                     | Point  | Turneringer |
| --------------- | --------------------------- | ------ | ----------- |
| 1.              | Novak Djokovic              | 11.540 | 14          |
| 2.              | Daniil Medvedev             | 8.640  | 23          |
| 3.              | Alexander Zverev            | 7.840  | 23          |
| 4.              | Stefanos Tsitsipas          | 6.540  | 26          |
| 5.              | Andrej Rubljov              | 5.150  | 28          |
| 6.              | Rafael Nadal                | 4.875  | 11          |
| 7.              | Matteo Berrettini           | 4.568  | 21          |
| 8.              | Casper Ruud                 | 4.160  | 35          |
| 9.              | Hubert Hurkacz              | 3.706  | 32          |
| 10.             | Jannik Sinner               | 3.350  | 42          |
| 11.             | Félix Auger-Aliassime       | 3.308  | 28          |
| 12.             | Cameron Norrie              | 2.945  | 31          |
| 13.             | Diego Schwartzman           | 2.625  | 25          |
| 14.             | Denis Shapovalov            | 2.475  | 28          |
| 15.             | Dominic Thiem               | 2.425  | 15          |
| 16.             | Roger Federer               | 2.385  | 8           |
| 17.             | Cristian Garín              | 2.353  | 30          |
| 18.             | Aslan Karatsev              | 2.351  | 40          |
| 19.             | Roberto Bautista Agut       | 2.260  | 27          |
| 20.             | Pablo Carreño Busta         | 2.230  | 25          |
| 21.             | Gaël Monfils                | 2.158  | 24          |
| 22.             | Nikoloz Basilashvili        | 2.101  | 32          |
| 23.             | Taylor Fritz                | 2.050  | 35          |
| 24.             | John Isner                  | 1.991  | 18          |
| 25.             | Daniel Evans                | 1.942  | 33          |
| 26.             | Reilly Opelka               | 1.936  | 28          |
| 27.             | Lorenzo Sonego              | 1.825  | 36          |
| 28.             | Grigor Dimitrov             | 1.801  | 25          |
| 29.             | Karen Khatjanov             | 1.731  | 29          |
| 30.             | Marin Čilić                 | 1.710  | 26          |
| 31.             | Lloyd Harris                | 1.644  | 31          |
| 32.             | Carlos Alcaraz              | 1.612  | 27          |
| 33.             | Dušan Lajović               | 1.591  | 34          |
| 34.             | Alex de Minaur              | 1.561  | 29          |
| 35.             | Ugo Humbert                 | 1.558  | 36          |
| 36.             | Aleksandr Bublik            | 1.538  | 39          |
| 37.             | Fabio Fognini               | 1.494  | 30          |
| 38.             | Frances Tiafoe              | 1.492  | 33          |
| 39.             | David Goffin                | 1.476  | 25          |
| 40.             | Márton Fucsovics            | 1.459  | 30          |
| 41.             | Sebastian Korda             | 1.426  | 39          |
| 42.             | Filip Krajinović            | 1.402  | 28          |
| 43.             | Tommy Paul                  | 1.349  | 35          |
| 44.             | Federico Delbonis           | 1.327  | 33          |
| 45.             | Albert Ramos-Viñolas        | 1.294  | 40          |
| 46.             | Benoît Paire                | 1.245  | 43          |
| 47.             | Kei Nishikori               | 1.201  | 19          |
| 48.             | Ilja Ivasjka                | 1.194  | 28          |
| 49.             | James Duckworth             | 1.176  | 37          |
| 50.             | Alejandro Davidovich Fokina | 1.160  | 36          |
| 51.             | Jan-Lennard Struff          | 1.134  | 31          |
| 52.             | Laslo Đere                  | 1.131  | 35          |
| 53.             | Kwon Soon-Woo               | 1.115  | 35          |
| 54.             | Dominik Koepfer             | 1.101  | 40          |
| 55.             | Mackenzie McDonald          | 1.084  | 36          |
| 56.             | Jenson Brooksby             | 1.063  | 24          |
| 57.             | Botic van de Zandschulp     | 1.034  | 36          |
| 58.             | Arthur Rinderknech          | 1.029  | 54          |
| 59.             | Lorenzo Musetti             | 1.004  | 47          |
| 60.             | Pedro Martínez              | 1.001  | 43          |
| 61.             | Alexei Popyrin              | 1.000  | 32          |
| 62.             | Gianluca Mager              | 978    | 40          |
| 63.             | Benjamin Bonzi              | 969    | 46          |
| 64.             | Tallon Griekspoor           | 966    | 39          |
| 65.             | Marcos Giron                | 929    | 33          |
| 66.             | Hugo Gaston                 | 919    | 41          |
| 67.             | Brandon Nakashima           | 917    | 27          |
| 68.             | Miomir Kecmanović           | 916    | 36          |
| 69.             | Federico Coria              | 906    | 47          |
| 70.             | Milos Raonic                | 884    | 14          |
| 71.             | Adrian Mannarino            | 879    | 37          |
| 72.             | John Millman                | 875    | 38          |
| 73.             | Borna Ćorić                 | 874    | 16          |
| 74.             | Roberto Carballés Baena     | 869    | 44          |
| 75.             | Guido Pella                 | 866    | 27          |
| 76.             | Facundo Bagnis              | 863    | 39          |
| 77.             | Jordan Thompson             | 860    | 33          |
| 78.             | Stefano Travaglia           | 846    | 46          |
| 79.             | Kevin Anderson              | 829    | 21          |
| 80.             | Yoshihito Nishioka          | 823    | 30          |
| 81.             | Stan Wawrinka               | 822    | 14          |
| 82.             | Jiří Veselý                 | 822    | 43          |
| 83.             | Steve Johnson               | 812    | 31          |
| 84.             | Jaume Munar                 | 812    | 38          |
| 85.             | Peter Gojowczyk             | 808    | 31          |
| 86.             | Richard Gasquet             | 807    | 29          |
| 87.             | Alex Molčan                 | 806    | 44          |
| 88.             | Thiago Monteiro             | 805    | 40          |
| 89.             | Juan Manuel Cerúndolo       | 805    | 47          |
| 90.             | Pablo Andújar               | 800    | 37          |
| 91.             | Corentin Moutet             | 797    | 27          |
| 92.             | Nick Kyrgios                | 793    | 13          |
| 93.             | Mikael Ymer                 | 782    | 32          |
| 94.             | Emil Ruusuvuori             | 778    | 43          |
| 95.             | Tennys Sandgren             | 773    | 34          |
| 96.             | Henri Laaksonen             | 773    | 36          |
| 97.             | Sebastián Báez              | 769    | 40          |
| 98.             | Pablo Cuevas                | 760    | 28          |
| 99.             | Marco Cecchinato            | 759    | 36          |
| 100.            | Daniel Altmaier             | 745    | 52          |
| Danske spillere |                             |        |             |
| 103.            | Holger Rune                 | 740    | 45          |
| 228.            | Mikael Torpegaard           | 279    | 31          |
| 808.            | August Holmgren             | 22     | 8           |
| 888.            | Christian Sigsgaard         | 16     | 9           |
| 1008.           | Johannes Ingildsen          | 11     | 5           |
| 1253.           | Benjamin Hannestad          | 5      | 3           |
| 1540.           | Henrik Heise Korsgaard      | 2      | 2           |
| 1747.           | Carl Emil Overbeck          | 1      | 1           |
| 2084.           | Elmer Møller                | 1      | 5           |

## Priser
ATP Awards 2021 blev uddelt til følgende modtagere.
| Pris                                  | Vinder                                   |
| ------------------------------------- | ---------------------------------------- |
| ATP Nr. 1                             | Novak Djokovic                           |
| ATP Double Nr. 1                      | Nikola Mektić Mate Pavić                 |
| Årets comeback-spiller                | Mackenzie McDonald                       |
| Årets mest forbedrede spiller         | Aslan Karatsev                           |
| Årets "newcomer"                      | Jenson Brooksby                          |
| Stefan Edberg sportsmanship-pris      | Rafael Nadal                             |
| Arthur Ashe humanitær pris            | Marcus Daniell                           |
| Fanfavorit (single)                   | Roger Federer                            |
| Fanfavorit (double)                   | Pierre-Hugues Herbert Nicolas Mahut      |
| Årets træner                          | Facundo Lugones (Cameron Norries træner) |
| Årets ATP Tour Masters 1000-turnering | BNP Paribas Open (Indian Wells)          |
| Årets ATP Tour 500-turnering          | Erste Bank Open (Wien)                   |
| Årets ATP Tour 250-turnering          | Qatar ExxonMobil Open (Doha)             |